# Meho Puzić
Meho Puzić (Odžak, 24. srpnja 1937. – Odžak, 25. lipnja 2007.), bosanskohercegovački pjevač sevdalinki.
Meho Puzić se na početku svoje karijere predstavio kao zanimljiv tumač bosanskohercegovačkog melosa koji će svojim pjesmama, poglavito hitovima govoriti o boli, strepnji, ali i o ljubavi i nadama.  Njegova interpretacija bila je sugestivna, izvorna i nepatvorena, a Mehina vjernost pjesmi neupitna. Odrastao je u Odžaku zajedno sa svoja tri brata i tri sestre.
Sahranjen je na starom mezarju  Sokak Puzića u Odžaku.

## Najpoznatije pjesme
- Budila majka Mehmeda
- Žena prijatelja mog
- Mi Bosanci delije
- Il me ženi il tamburu kupi
- Snijeg pade na behar na voće
- Pita Hanka Halil Mehandžiju
- Volim majko siroticu
- Grijeh je mlado ne ljubiti
- Poruka šehida
- O majko, majko
- Moj brate u tuđjini
- Hitao je sinak majci
- Šta cu kući tako rano
- Plakala si sinoć
- Gledaj me draga
- Gore tvoja pisma
- Ramazan dolazi
- Samo Bosnu ne dirajte
- Bosna suza nema više,
- Tebi majko, misli lete
- U đul bašti

## Diskografija
- 1976 - Na put se spremam
- 1977 - Tebi majko misli lete
- 1982 - Mi Bosanci delije
- 1984 - Il' me ženi, il' tamburu kupi
- 1986 - Mladost i iskustvo
- 1988 - Nije ona svemu kriva
- 1989 - Ne žali je, majko
- 1989 - Najdraže sevdalinke
- 1992 - Vjetrovi rata
- 1994 - Grijeh je mlado ne ljubiti
- 1995 - Poruka Šehida
- 1999 - Hitovi
- 2000 - Nezaboravni hitovi
- 2003 - Decenija sevdaha
- 2003 - Gledaj me draga
- 2003 - Stare ljubavi
- 2005 - Zaljubljeni kralj
- 2006 - Moje pjesme, moji snovi
- 2012 - Folk zvijezde zauvijek. Najveći hitovi (2 CD)